# Concejo de Bogotá (estación)
La estación sencilla Concejo de Bogotá forma parte del sistema de transporte masivo de Bogotá, TransMilenio, inaugurado en el año 2000.

## Ubicación
Está ubicada sobre la Avenida El Dorado entre la calle 37 y la Avenida NQS. Se accede a ella a través de un puente peatonal ubicado sobre la Avenida NQS.
Atiende la demanda de los barrios la Soledad, Las Américas, Gran América y sus alrededores.
En sus cercanías están el Centro Administrativo Distrital (CAD), el SuperCADE CAD, el Concejo de Bogotá y el futuro Museo de Memoria de Colombia.

## Origen del nombre
La estación se llamó «Plaza de la Democracia» localizada al oriente de la estación. La Plaza está ubicada sobre el deprimido por el que pasa la avenida Eldorado bajo la avenida de las Américas.
Desde septiembre de 2018, pasó a llamarse Concejo de Bogotá.
En esta zona de espacio público está ubicado el monumento Ala Solar del venezolano Alejandro Otero.

## Historia
Esta estación hace parte de la Fase III de TransMilenio que empezó a construirse a finales de 2009 y, después de varias demoras relacionadas con casos de corrupción, fue entregada a mediados de 2012.
Durante el Paro nacional de 2019, la estación sufrió diversos ataques que afectaron de forma considerable las puertas de vidrio y demás infraestructura de la estación, razón por la cual no estuvo operativa por algunos días luego de lo ocurrido.

## Servicios de la estación

### Servicios troncales
| Tipo                                | Rutas al Oriente | Rutas al Occidente | Rutas al Norte | Rutas al Sur |
| ----------------------------------- | ---------------- | ------------------ | -------------- | ------------ |
| Ruta fácil                          | 1 3              | 1 3                |                |              |
| Expresos todos los días todo el día |                  | K54                |                | H54          |
| Expresos lunes a sábado todo el día |                  | K23                | B23            |              |

### Servicios duales
| Tipo                             | Rutas al Norte | Rutas al Occidente |
| -------------------------------- | -------------- | ------------------ |
| Dual lunes a domingo todo el día | M86            | K86                |

### Esquema
| ← Occidente |         |         |
| Avenida NQS | K23K86  | 13K54   |
| Puente      | Vagón 2 | Vagón 1 |
| Avenida NQS | B23M86  | 13H54   |
| Oriente →   |         |         |

### Servicios urbanos
Así mismo funcionan las siguientes rutas urbanas del SITP en los costados externos a la estación, circulando por los carriles de tráfico mixto sobre la Avenida Eldorado, con posibilidad de trasbordo usando la tarjeta TuLlave:
| Código | Sector                            | Dirección              | Rutas    |
| ------ | --------------------------------- | ---------------------- | -------- |
| 421A06 | A Estación Plaza de la Democracia | Av. Eldorado - Av. NQS | A319 T40 |
| 457A05 | A Estación Plaza de la Democracia | Av. Eldorado - Av. NQS | T40      |

## Ubicación geográfica
| Noroeste: Teusaquillo                             | Norte: D Polo - FINCOMERCIO  | Nordeste: Teusaquillo  |
| Oeste: K Ciudad Universitaria - Lotería de Bogotá |                              | Este: K Centro Memoria |
| Suroeste: Los Mártires                            | Sur: F Sans Façon Carrera 22 | Sureste: Los Mártires  |